# 233 v.Chr.
Het jaar 233 v.Chr. is een jaartal volgens de christelijke jaartelling.

## Gebeurtenissen

### Italië
- Het Romeinse leger onder Quintus Fabius Maximus Cunctator verslaat in Noord-Italië de opstandige Liguriërs.
- Proconsul Fabius Maximus Verrucosus houdt in Ligurië een triomftocht en laat ter ere van de overwinning in Rome de Tempel van Honos bouwen.

### Griekenland
- Aratos van Sikyon wordt op de Peloponnesos in de slag bij Phylakia door de Macedoniërs verslagen.

## Overleden
- Han Fei (~279 v.Chr. - ~233 v.Chr.), Chinees geleerde en grondlegger van het legalisme (46)